# Anita Rion
Anita Rion, née le 25 février 1957 (originaire de Courroux), est une personnalité politique suisse, membre du Parti radical-démocratique.
Elle est la deuxième femme membre du Gouvernement jurassien, de 1995 à 2002, à la tête du département de l'éducation, et la première à le présider, en 1997 et 2002.

## Biographie

### Origines et famille
Anita Rion naît Anita Hertzeisen le 25 février 1957 dans une famille de quatre enfants. Elle est originaire de Courroux, dans le canton du Jura.
Son père, Georges Hertzeisen, est garde-forestier au Noirmont.
Elle est divorcée depuis 1997 d'un mari ingénieur en mécanique et mère d'un enfant.

### Formation et parcours professionnel
Après sa scolarité obligatoire à Moutier, dans le canton de Berne puis aux Breuleux dans le canton du Jura, elle fait un apprentissage de dessinatrice en microtechnique à La Chaux-de-Fonds achevé en 1978. 
Elle travaille d'abord chez Guillod Gunther à La Chaux-de-Fonds, dans le canton de Neuchâtel, puis chez Donzé-Baume aux Breuleux, dans le canton du Jura, jusqu'en 1986.
Après avoir complété sa formation en suivant des cours d'informatique et de design, elle crée un bureau de recherche et de développement, qu'elle dirige de 1989 à 1992.
Au terme de sa carrière politique en 2002, elle suit une formation en management à l'Université de Fribourg, puis crée en 2010 un bureau de conseil pour les entreprises, nommé MultiManagement.

### Parcours politique
Membre du Parti radical-démocratique, elle siège de 1988 à 1992 au Parlement du canton du Jura. Elle est par ailleurs membre du Conseil communal (exécutif) de La Chaux-des-Breuleux de 1987 à 1994, où elle est responsable des travaux, et maire de la commune de 1993 à 1994,.
Deuxième femme élue au Gouvernement jurassien, au second tour le 6 novembre 1994 en quatrième position avec 35,3 % des voix (devant le cinquième et dernier élu, le démocrate-chrétien Gérald Schaller, qui récolte 31,6 % des voix, alors qu'elle était arrivée huitième au premier tour sur une liste de son parti à cinq candidats dont des poids lourds du parti), réélue à nouveau au second tour et en quatrième position le 1er novembre 1998 (devant le démocrate-chrétien Pierre Kohler et alors que son siège semblait menacé par ses deux colistiers — elle les distance grâce à un fort soutien hors de son parti, en particulier du PDC), elle dirige le département de l'éducation de 1995 à 2002. Elle est la première femme à présider le collège, en 1997 et 2002. Lors de sa première année de présidence, marquée par une campagne contre les violences conjugales, elle confie publiquement être concernée.
Candidate à un troisième mandat lors des élections cantonales des 20 octobre et 10 novembre 2002, elle n'est pas réélue, terminant à la septième place au second tour (derrière le chrétien-social indépendant Laurent Schaffter et le démocrate-chrétien Charles Juillard), qui voit le gouvernement jurassien basculer à gauche.